# Josef Gross (kněz)
Josef Gross (12. srpna 1906 Oslavany – 6. listopadu 1967 Brno) byl český (resp. moravský) římskokatolický duchovní, perzekvovaný v době druhé světové války.

## Životopis
Na kněze byl vysvěcen 5. července 1930. Po svěcení působil jako kaplan v Moravských Budějovicích a jako katecheta v Jemnici a v Brně. Během druhé světové války byl v letech 1940–1945 vězněn v koncentračních táborech v Mittelbau-Dora, Buchenwaldu, Breslau a v Osvětimi. Vzhledem k utrpení prožitému v těchto koncentračních táborech a v dobré víře v potřebu mírového úsilí se stal aktivním členem Mírového hnutí katolického duchovenstva (MHKD), ve kterém zastával až do konce života řadu významných funkcí.
Jeho úmysly však i přes toto členství byly zcela čisté, byl přesvědčen o správnosti svého konání, nikomu neublížil. Za léta strávená v koncentračních táborech si vytvořil s některými spoluvězni hluboké vazby a po válce, když se mnozí
z těchto dostali k moci, vztahy z let nacistického věznění přetrvaly.  Od roku 1954 byl administrátorem farnosti v Brně-Židenicích a díky jeho přímluvě do farnosti přišel jako kaplan nedávno propuštěný kněz František Baťka. Tato zdánlivě nesourodá dvojice duchovních působila společně v této brněnské farnosti třináct let. Během této doby byly do kostela pořízeny nové zvony i nové varhany. Došlo také k úpravě liturgického prostoru a hlavního oltáře.
Na podzim 1963 se zúčastnil jako člen doprovodu českých a slovenských biskupů druhé části zasedání II. vatikánského koncilu.